# تروپ‌فست
تروپ‌فست (انگلیسی: Tropfest) جشنواره جهانی اختصاصی فیلم کوتاه است. این جشنواره سال ۱۹۹۳ توسط بازیگر/کارگردان جون پولسن آغاز به فعالیت کرد.